# Europäische Union gegen Google
Dieser Artikel ist eine Übersicht der Kartellrechtsklagen der Europäischen Union gegen Google. 
Für die Klagen der Vereinigten Staaten gegen Google siehe dort.

## Verfahren Shopping, Android und AdSense (2009)

### Zusammenfassung
Seit ca. 2009 hat die Europäische Union mehrere Verfahren gegen den Internetkonzern Google eingeleitet. Die drei Klagen richteten sich gegen, (1) Google Shopping, (2) Android Betriebssystem und (3) Google AdSense.

### Urteil
Google wurde in den drei Fällen des Kartellrechtsverstoßes für schuldig befunden und zu einer Geldstrafe von zusammen über 8 Milliarden Euro verurteilt.

## Wettbewerbsverfahren 2010 bis 2024
Am 10. November 2010 eröffnete die EU-Kommission eine Kartellrechtsuntersuchung gegen Google, um Vorwürfen nachzugehen, wonach Google seine beherrschende Stellung bei der Online-Suche missbraucht und damit gegen EU-Recht (Artikel 102 AEUV) verstoßen hatte. Internet-Suchdienstanbieter hatten sich über eine vermeintlich ungünstige Behandlung ihrer Dienste in Googles unbezahlten und gesponserten Suchergebnissen beschwert. Googles eigene Dienste seien dagegen bevorzugt in den Suchergebnissen platziert worden.
Im März 2013 informierte die Kommission Google offiziell über die vorläufigen Untersuchungsergebnisse, die ergeben hatten, dass vier Arten von Geschäftspraktiken von Google möglicherweise gegen die EU-Kartellvorschriften verstießen, die den Missbrauch einer marktbeherrschenden Stellung verbieten (Artikel 102 AEUV):
1. Die prominente Anzeige von Googles eigenen spezialisierten Websuchdiensten innerhalb der Websuchergebnisse von Google im Vergleich zu spezialisierten Websuchdiensten der Konkurrenz.
2. Die von Google bereitgestellte Verwendung von Originalinhalten von Websites Dritter ohne deren Zustimmung in seinen eigenen spezialisierten Websuchdiensten.
3. Vereinbarungen, die Websites Dritter verpflichten, alle oder die meisten ihrer Online-Suchmaschinenanzeigen von Google zu beziehen.
4. Vertragliche Beschränkungen der Übertragbarkeit von Online-Suchmaschinenwerbekampagnen auf konkurrierende Suchmaschinenwerbeplattformen und der Verwaltung solcher Kampagnen über Google Adwords und konkurrierende Suchmaschinenwerbeplattformen.

Google erklärte sich prinzipiell bereit, auf die Vorwürfe einzugehen und Änderungen vorzunehmen. Letztlich kam es aber nicht zu einer Einigung, die die EU-Kommission zufriedenstellte und am 15. April 2015 reichte die EU-Kommission mit Wettbewerbs-Kommissarin Margrethe Vestager eine Beschwerde gegen Google ein und gab der Firma zehn Wochen Zeit für eine Antwort.
Am 27. Juni 2017 verhängte die EU-Kommission in dieser Sache eine Geldbuße in Höhe von 2.424.495.000 € (2,42 Milliarden €) gegen Google wegen Verstoßes gegen die EU-Kartellregeln. Google habe seine dominierende Marktmacht systematisch ausgenutzt um eigene Produkte zu begünstigen. Seit Einführung von Googles Preisvergleichsdienstes in der EU (ab Januar 2008 in Deutschland und Großbritannien, ab Oktober 2010 in Frankreich, ab Mai 2011 in Italien, den Niederlanden und Spanien, ab Februar 2013 in der Tschechischen Republik und ab November 2013 in Österreich, Belgien, Dänemark, Norwegen, Polen und Schweden) habe dessen Nutzung enorm zugenommen (um den Faktor 45 in Großbritannien, 35 in Deutschland, 19 in Frankreich, 29 in den Niederlanden, 17 in Spanien, 14 in Italien). Konkurrenzprodukte hätten dagegen entsprechend Marktanteile verloren. Die Höhe der verhängten Geldstrafe war anhand der Gewinne Googles in den 13 betroffenen EU-Ländern berechnet worden. Google legte gegen die Entscheidung Revision ein, aber der Europäische Gerichtshof erklärte die Entscheidung am 10. September 2024 für rechtens.

## Untersuchung Fitbit Übernahme Google (2020)
Die Wettbewerbsbehörde der Europäischen Union untersuchte die Übernahme des Unternehmens Fitbit durch Google. Die Übernahme wurde unter Auflagen gestattet.

## Untersuchungen "Adtech" (2021)
Weiterhin läuft seit 2021 eine Untersuchung zu den Praktiken im Bereich der Internetwerbung.